# Satz von Hartogs (Funktionentheorie)
Als Satz von Hartogs wird in der Funktionentheorie mehrerer komplexer Variablen die grundlegende Aussage verstanden, wonach eine bezüglich jeder Variablen separat holomorphe Funktion insgesamt holomorph ist. Benannt ist der Satz nach dem Mathematiker Friedrich Moritz Hartogs.
Das Lemma von Osgood macht eine ähnliche Aussage, jedoch ist bei diesem vorausgesetzt, dass die Ausgangsfunktion stetig ist. Diese ist somit ein Spezialfall des Satzes von Hartogs.

## Aussage
Sei {\displaystyle \Omega \subseteq \mathbb {C} ^{n}} eine offene Teilmenge, {\displaystyle a_{1},\dots a_{n}\in \mathbb {C} } seien Punkte und sei {\displaystyle \Omega _{j,a}:=\left\{z\in \mathbb {C} \,:\,(a_{1},\dots ,a_{j-1},z,a_{j+1},\dots ,a_{n})\in \Omega \right\}\subseteq \mathbb {C} }. Für eine Funktion {\displaystyle f\colon \Omega \rightarrow \mathbb {C} } bezeichne {\displaystyle f_{j,a}\colon \Omega _{j,a}\rightarrow \mathbb {C} } die Funktion 
{\displaystyle z\mapsto f(a_{1},\dots ,a_{j-1},z,a_{j+1},\dots ,a_{n})}.
Ist {\displaystyle f_{j,a}\colon \Omega _{j,a}\rightarrow \mathbb {C} } für alle {\displaystyle a_{1},\dots a_{n}\in \mathbb {C} } und für alle {\displaystyle j\in \mathbb {N} :1\leq j\leq n} eine holomorphe Funktion, dann ist {\displaystyle f\colon \Omega \rightarrow \mathbb {C} } holomorph.

## Interpretation
Im Satz wird die Stetigkeit der Funktion {\displaystyle f} nicht vorausgesetzt, lediglich die Holomorphie bezüglich der einzelnen Variablen separat. Durch Weglassen der Stetigkeits-Bedingung wird der Beweis wesentlich komplizierter, zeigt aber auch deutliche Unterschiede zum reellen Fall:
Zum Beispiel besitzt die Funktion {\displaystyle f\colon \mathbb {R} ^{2}\setminus \left\{(0,0)\right\}\rightarrow \mathbb {R} ,\;(x,y)\mapsto {\tfrac {x\cdot y}{x^{2}+y^{2}}}} keine stetige Fortsetzung im Punkt {\displaystyle (0,0)}, ist aber reell-analytisch bezüglich jeder Variablen. Der Satz von Hartogs schließt ein solches Phänomen für holomorphe Funktionen aus.
Vom Standpunkt der partiellen Differentialgleichungen kann der Satz von Hartogs auch so interpretiert werden, dass die Lösungen der Cauchy-Riemann-Differentialgleichungen bei reeller Differenzierbarkeit ohne weitere Regularitätsvoraussetzungen automatisch bezüglich aller Variablen holomorph sind.